# Luigi Pistilli
Luigi Pistilli (Grosseto, 19 luglio 1929 – Milano, 21 aprile 1996) è stato un attore italiano.
Era considerato uno dei migliori interpreti italiani delle opere di Bertolt Brecht.

## Biografia
Pistilli studiò recitazione al Piccolo Teatro di Milano, diplomandosi presso la scuola d'arte drammatica nel 1955. Non romperà mai i legami con il teatro, e spesso tornerà ad apparire in opere dirette da Giorgio Strehler. Comparve in diversi spaghetti-western come Il buono, il brutto, il cattivo, dove interpreta il frate francescano fratello di Tuco, e Per qualche dollaro in più, impersonando il braccio destro dell'indio, Groggy. Ha interpretato inoltre Alberto nel film di Mario Bava Reazione a catena (1971) e fu protagonista nel film di Sergio Martino Il tuo vizio è una stanza chiusa e solo io ne ho la chiave (1972), interpretando un violento marito alcolizzato. Nel 1973 è stato protagonista del film Number one nel ruolo del comandante dei Carabinieri che riesce quasi a risolvere una serie di crimini con l'aiuto di una donna francese (Claude Jade) e di un detective (Renzo Montagnani). Il film, influenzato da fatti realmente accaduti, è stato riscoperto nel 2021 ed è uscito ufficialmente nelle sale solo 48 anni dopo la sua realizzazione.   
Fu doppiatore, prestando la voce ad attori come Michael Gough (Alfred Pennyworth) in Batman, Noble Willingham (Gen. Taylor) in Good Morning, Vietnam, Richard Libertini (Barbaspina) in Popeye - Braccio di ferro e a Tsutomu Yamazaki (Nobukado Takeda) in Kagemusha - L'ombra del guerriero. In televisione fu fra gli interpreti de La donna di picche, miniserie televisiva con il tenente Sheridan, protagonista in Boezio e il suo re (1974), per la regia di Piero Schivazappa ed ebbe un ruolo importante nella popolare serie televisiva italiana La piovra 5 - Il cuore del problema (1990). Svolse anche l'attività di attore radiofonico.
L'attore si tolse la vita il 21 aprile del 1996, impiccandosi nella sua casa di Milano; alcune ore dopo avrebbe dovuto apparire nell'ultima rappresentazione dell'opera di Terence Rattigan, Tosca ovvero prima dell'alba, in programma presso il Teatro Nazionale. Lo spettacolo era stato duramente stroncato dalla maggior parte dei critici durante la tournée e aveva riscosso poco successo, forse contribuendo così ad aggravare la forte depressione di cui soffriva l'attore.
Nella nota lasciata prima di morire, Pistilli chiese perdono alla cantante Milva, con la quale aveva appena concluso una tormentata relazione durata circa cinque anni; nel biglietto egli si scusò per i duri commenti rilasciati durante un'intervista in cui aveva sfogato la sua frustrazione e parlato apertamente della sua dolorosa relazione con la cantante. È sepolto a Cori, vicino a sua madre e a suo figlio Daniele, morto in un incidente stradale a ventiquattro anni nel 1989.

## Filmografia parziale

### Cinema

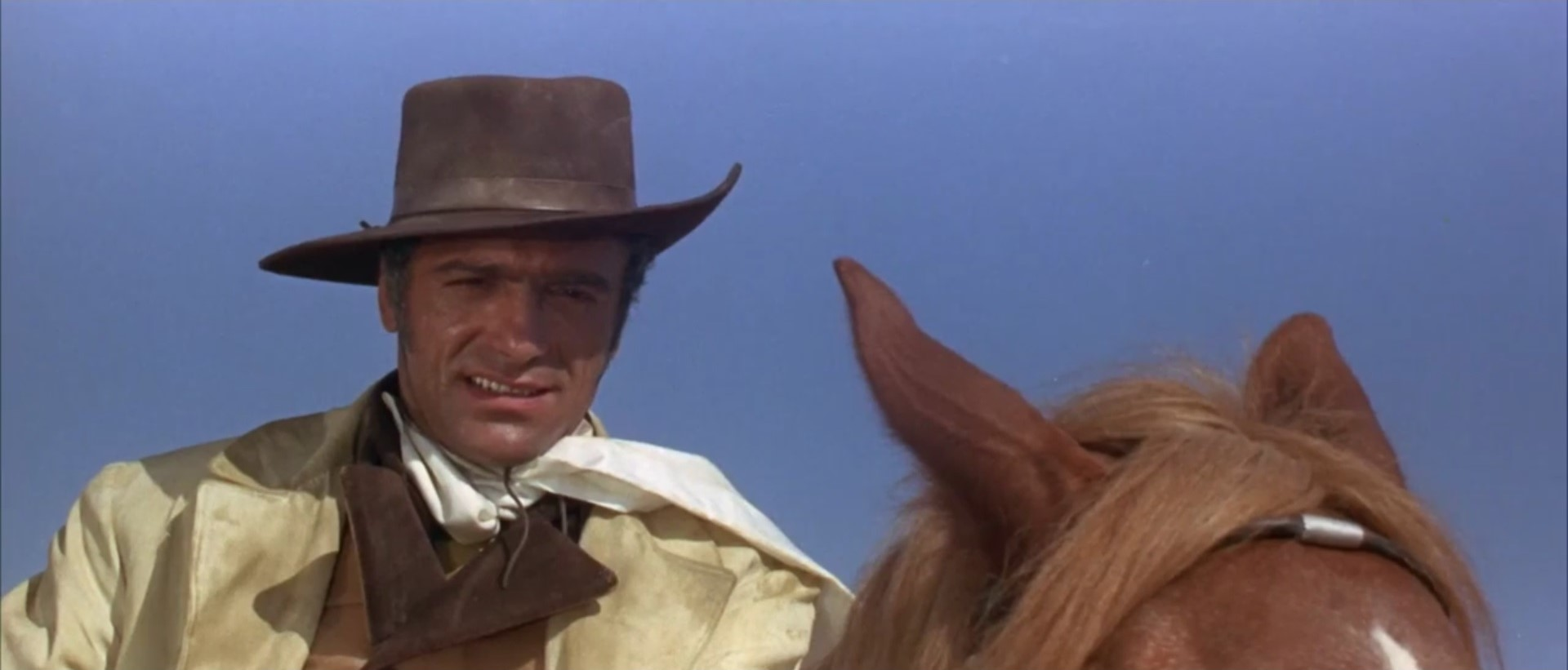
Luigi Pistilli in Da uomo a uomo (1967)

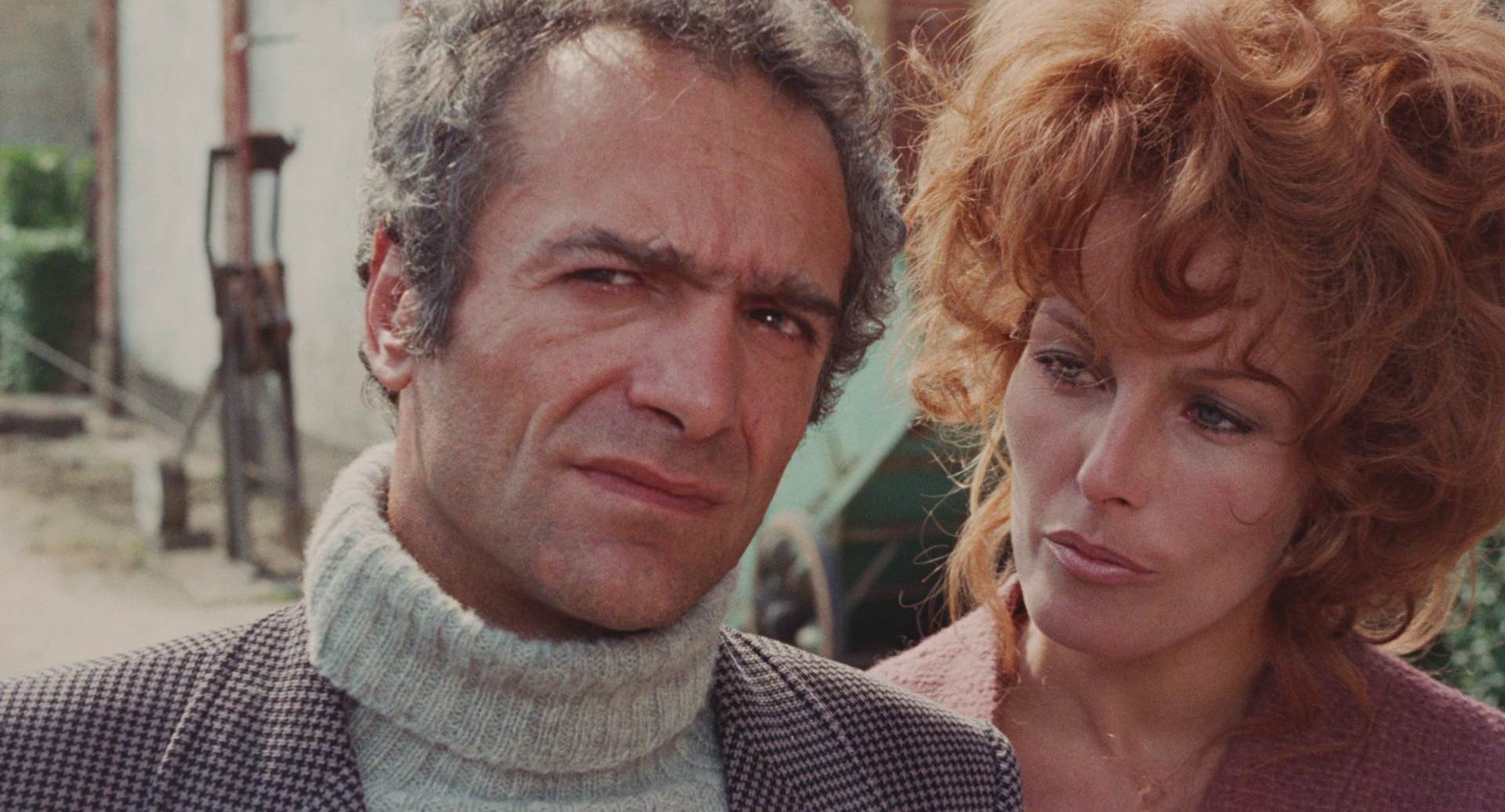
Pistilli con Anita Strindberg in Il tuo vizio è una stanza chiusa e solo io ne ho la chiave (1972)

- Walter e i suoi cugini, regia di Marino Girolami (1961)
- Per qualche dollaro in più, regia di Sergio Leone (1965)
- 100.000 dollari per Lassiter, regia di Joaquín Luis Romero Marchent (1966)
- Il buono, il brutto, il cattivo, regia di Sergio Leone (1966)
- Texas addio, regia di Ferdinando Baldi (1966)
- Da uomo a uomo, regia di Giulio Petroni (1967)
- La lunga sfida, regia di Nino Zanchin (1967)
- Bandidos, regia di Max Dillmann (1967)
- A ciascuno il suo, regia di Elio Petri (1967)
- Il dolce corpo di Deborah, regia di Romolo Guerrieri (1968)
- I protagonisti, regia di Marcello Fondato (1968)
- La matriarca, regia di Pasquale Festa Campanile (1968)
- Il grande silenzio, regia di Sergio Corbucci (1968)
- L'amante di Gramigna, regia di Carlo Lizzani (1968)
- Roma come Chicago, regia di Alberto De Martino (1968)
- La monaca di Monza, regia di Eriprando Visconti (1969)
- La battaglia d'Inghilterra, regia di Enzo G. Castellari (1969)
- Veruschka, poesia di una donna, regia di Franco Rubartelli (1971)
- La coda dello scorpione, regia di Sergio Martino (1971)
- Reazione a catena, regia di Mario Bava (1971)
- L'iguana dalla lingua di fuoco, regia di Riccardo Freda (1971)
- Milano calibro 9, regia di Fernando Di Leo (1972)
- Un bianco vestito per Marialé, regia di Romano Scavolini (1972)
- Il tuo vizio è una stanza chiusa e solo io ne ho la chiave, regia di Sergio Martino (1972)
- Estratto dagli archivi segreti della polizia di una capitale europea, regia di Riccardo Freda (1972)
- Il gatto di Brooklyn aspirante detective, regia di Oscar Brazzi (1973)
- La mano nera, regia di Antonio Racioppi (1973)
- La faccia violenta di New York (One Way), regia di Jorge Darnell (1973)
- Number One, regia di Gianni Buffardi (1973)
- Boezio e il suo re, regia di Piero Schivazappa (1974)
- La polizia indaga: siamo tutti sospettati (Les Suspects), regia di Michel Wyn (1974)
- Il testimone deve tacere, regia di Giuseppe Rosati (1974)
- Delitto d'autore, regia di Anthony Green (1974)
- Gli assassini sono nostri ospiti, regia di Vincenzo Rigo (1974)
- L'ossessa, regia di Mario Gariazzo (1974)
- Cagliostro, regia di Daniele Pettinari (1975)
- Giochi perversi di una signora bene, regia di Michael Verhoeven (1975)
- Due Magnum 38 per una città di carogne, regia di Mario Pinzauti (1975)
- Peccato senza malizia, regia di Theo Campanelli (1975)
- Cadaveri eccellenti, regia di Francesco Rosi (1976)
- La moglie di mio padre, regia di Andrea Bianchi (1976)
- La principessa nuda, regia di Cesare Canevari (1976)
- Antonio Gramsci - I giorni del carcere, regia di Lino Del Fra (1977)
- Mal d'Africa, regia di Sergio Martino (1990)
- L'amante senza volto, regia di Gerardo Fontana (1992)

### Televisione
- L'ospite segreto, regia di Eriprando Visconti – film TV (1967)
- Ipotesi sulla scomparsa di un fisico atomico, regia di Leandro Castellani – film TV (1972)
- La donna di picche, regia di Leonardo Cortese – miniserie TV (1972)
- Tre camerati di Erich Maria Remarque, regia di Lyda C. Ripandelli (1973)
- L'invitto, regia di Gian Pietro Calasso – film TV (1975)
- Il giovane Garibaldi, regia di Franco Rossi – miniserie TV (1974)
- Spia - Il caso Philby, regia di Gian Pietro Calasso – film TV (1977)
- La mossa del cavallo, regia di Giacomo Colli – miniserie TV (1977)
- ...E adesso andiamo a incominciare – spettacolo televisivo condotto da Luigi Pistilli, ed è anche il titolo dell'album di Gabriella Ferri (1977)
- Luigi Ganna detective, regia di Maurizio Ponzi – miniserie TV (1979)
- Storia di Anna, regia di Salvatore Nocita – miniserie TV (1981)
- Il fascino dell'insolito – serie TV, episodio 2x02 (1981)
- La piovra 5 - Il cuore del problema, regia di Luigi Perelli – miniserie TV (1990)

## Pubblicità
Luigi Pistilli interpretò anche due serie della rubrica pubblicitaria televisiva Carosello: nel 1959 pubblicizzò il digestivo Cynar della Pezziol e nel 1962, insieme a Dario Fo, Franca Rame e Pietro Nuti, l'acqua minerale Lora delle Terme di Recoaro.

## Doppiaggio
- Dean Martin in La corsa più pazza d'America
- Noble Willingham in Good Morning, Vietnam
- Michael Gough in Batman
- Richard Libertini in Popeye - Braccio di Ferro
- Tsutomu Yamazaki in Kagemusha - L'ombra del guerriero

## Doppiatori
Come molti attori italiani dell'epoca, anche Luigi Pistilli è stato doppiato. Di seguito le voci principali:
- Sergio Graziani in 100.000 dollari per Lassiter, Il tuo vizio è una stanza chiusa e solo io ne ho la chiave
- Pino Locchi in Reazione a catena, Il giovane Garibaldi
- Vittorio Sanipoli in Per qualche dollaro in più
- Nando Gazzolo in Il buono, il brutto, il cattivo
- Giuseppe Rinaldi in Texas addio
- Gigi Proietti in Da uomo a uomo
- Luciano Melani in Il grande silenzio
- Aldo Giuffré in La battaglia d'Inghilterra
- Renato Izzo in Milano calibro 9
- Daniele Tedeschi in Il testimone deve tacere
- Gianni Marzocchi in Due magnum 38 per una città di carogne